# Lopo de Almeida
Lopo de Almeida (1416-16 de septiembre de 1486) fue nombrado I conde de Abrantes de  en 1471, en Zamora, por el rey Alfonso V de Portugal. Pertenecía al consejo del rey desde 1469 y era alcalde de Punhete, hoy Constância desde 1472 y señor de Sardoal.
Tuvo cargos importantes en la corte. En 1451 acompañó hasta Alemania a la infanta Leonor de Portugal y Aragón para que se casara con el futuro emperador Federico III de Habsburgo. Contó su viaje en las cartas publicadas en Provas da Historia Genealógica da Casa Real Portuguesa del padre António Caetano de Sousa.

## Matrimonio y descendencia
Se casó con Brites Anes, camarera de la reina Leonor de Aragón y Alburquerque, mujer de Duarte I. Con ella tuvo los siguientes hijos:
1. João de Almeida (1445-1512),  II conde de Abrantes.
2. Francisco de Almeida (c.1450-1510), 1.er vicerrey de la India.
3. Diogo Fernandes de Almeida (c.1450-¿?), 6º prior de Crato y alcalde de Torres Novas.
4. Jorge de Almeida (1458-5 de julio de 1543), conde de Arganil y obispo de Coímbra.
5. Pedro da Silva, comendador de Avís
6. Fernando de Almeida, obispo de Ceuta
7. Isabel da Silva (c.1440-¿?)
8. Branca de Almeida (c.1450-¿?)
9. Brites de Almeida

También tuvo una hija ilegítima:
1. Briolanja de Almeida (c. 1450- ¿?)